# Schäbe

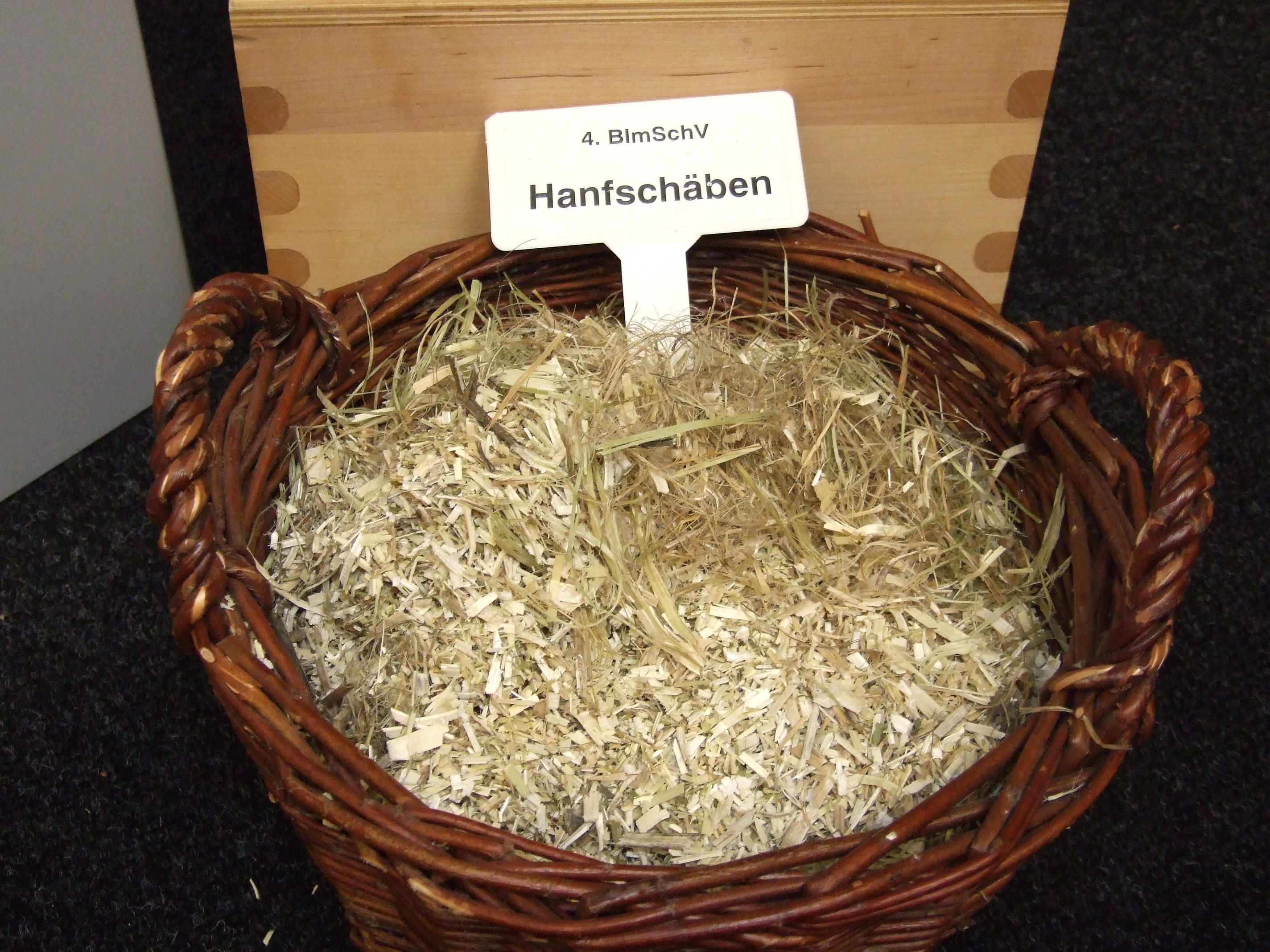
Hanfschäben

Als Schäben (Einzahl: die Schäbe) werden die relativ gleichmäßig gebrochenen, holzähnlichen Teilchen bezeichnet, die bei der Erzeugung von Bastfasern, vor allem von Flachs- oder Hanffasern, im maschinellen Prozess der Entholzung (Dekortikation) des Pflanzenstängels anfallen. Sie entstammen der holzigen Kernröhre des Stängels, der von den Fasern umgeben ist. Ihre Länge variiert von unter einem bis zu wenigen Zentimetern. Sie sind ein Neben- oder Kuppelprodukt der Fasererzeugung, das vorwiegend als Tiereinstreu Verwendung findet.

## Inhaltsstoffe und Eigenschaften
Schäben machen bei Hanf etwa 50 bis 60 Prozent des Stängels aus, bei Flachs ist der Anteil der Schäben mit 45 bis 55 Prozent geringer. Sie sind damit das mengenmäßig umfangreichste Produkt des Faseraufschlusses. Hanfschäben haben eine längliche Form und setzen sich zusammen aus etwa 35 Prozent Zellulose, 18 Prozent Hemizellulose und 21 Prozent Lignin. Proteine, Pektine und Kohlenhydrate sind insgesamt zu etwa 18 Prozent enthalten, der Wassergehalt trockener Hanfschäben liegt bei unter 10 Prozent.
Hanfschäben können bis zum Vierfachen ihres Eigengewichts an Feuchtigkeit aufnehmen und sind leicht kompostierbar. Im Vergleich zu anderen natürlichen Faserstoffen zeichnen sich Schäben durch ein geringes Gewicht, eine hohe Porosität und damit hohe Dämmwirkung sowie eine hohe Elastizität aus.
Beim Aufbereitungsprozess fallen bei Hanf fünf Fraktionen bzw. Qualitäten an:
1. Dreißig bis vierzig Prozent gröbere, etwas dunklere Schäben
2. Dreißig bis fünfunddreißig Prozent kleinere, nahezu faserfreie, helle Schäben
3. Zehn bis fünfzehn Prozent sehr kleine Schäben
4. Fünf bis zehn Prozent Staub und Faserreste
5. Fünf bis zehn Prozent Abfall

Hochwertige Schäben sind hell und elfenbeinfarbig. Die Farbe kann sich durch Schimmelbefall und durch eine Überröstung bis ins Dunkelgrau verschieben, womit die Schäben an Wert verlieren.

## Gewinnung

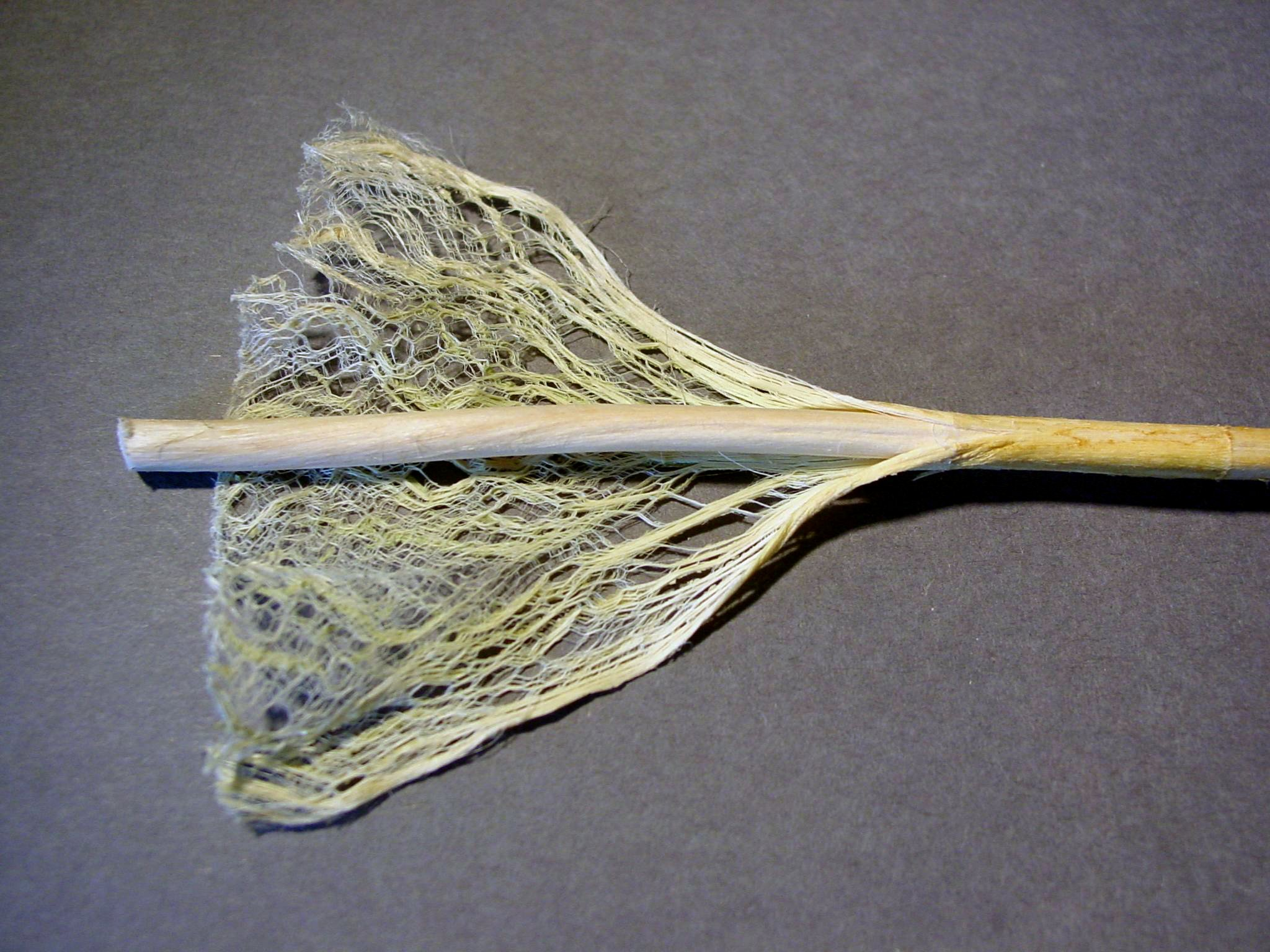
Hanfstängel; der holzige Kern wird beim Brechen zu Schäben zerkleinert

Schäben fallen bei der Gewinnung von Flachs- und Hanffasern neben Werg und Superkurzfasern bzw. Staub an. In einer Faseraufschlussanlage werden die gerösteten und getrockneten Pflanzenstängel (Stroh) in Fasern und Schäben getrennt. Dieser Aufschluss erfolgt in der Regel rein mechanisch: Der verholzte Innenteil des Strohs wird gebrochen, dabei entstehen die Schäben, die dann in mehreren Prozess-Schritten von den Fasern getrennt werden. Anfall beziehungsweise Gewinnung der Schäben erfolgen unterschiedlich je nach eingesetzter Technologie des Faseraufschlusses. Je höher der Anteil der bei der Faserproduktion anfallenden Schäben, desto geringer ist (bei gleichem Pflanzenmaterial) der Anteil an Schäben im Produkt „Faser“.
Als gereinigtes Produkt stellen Schäben ein marktfähiges Erzeugnis dar, in der Flachs- oder Hanffaser selbst wird dagegen meist ein niedriger Schäbengehalt angestrebt. Bei technischen Kurzfasern, aus denen Vliese, Filze und Verbundwerkstoffe hergestellt werden, können Schäbengehalte von maximal fünf Prozent toleriert werden, erreichbar durch Erzeugung in der sogenannten Wirrfaserlinie. Wird, wie bei Hanffasern für die Zellstoffproduktion, ein Schäbengehalt von bis zu 25 Prozent toleriert, können einfachere Technologien wie die Hammermühlen zum Einsatz kommen.

## Anwendungen

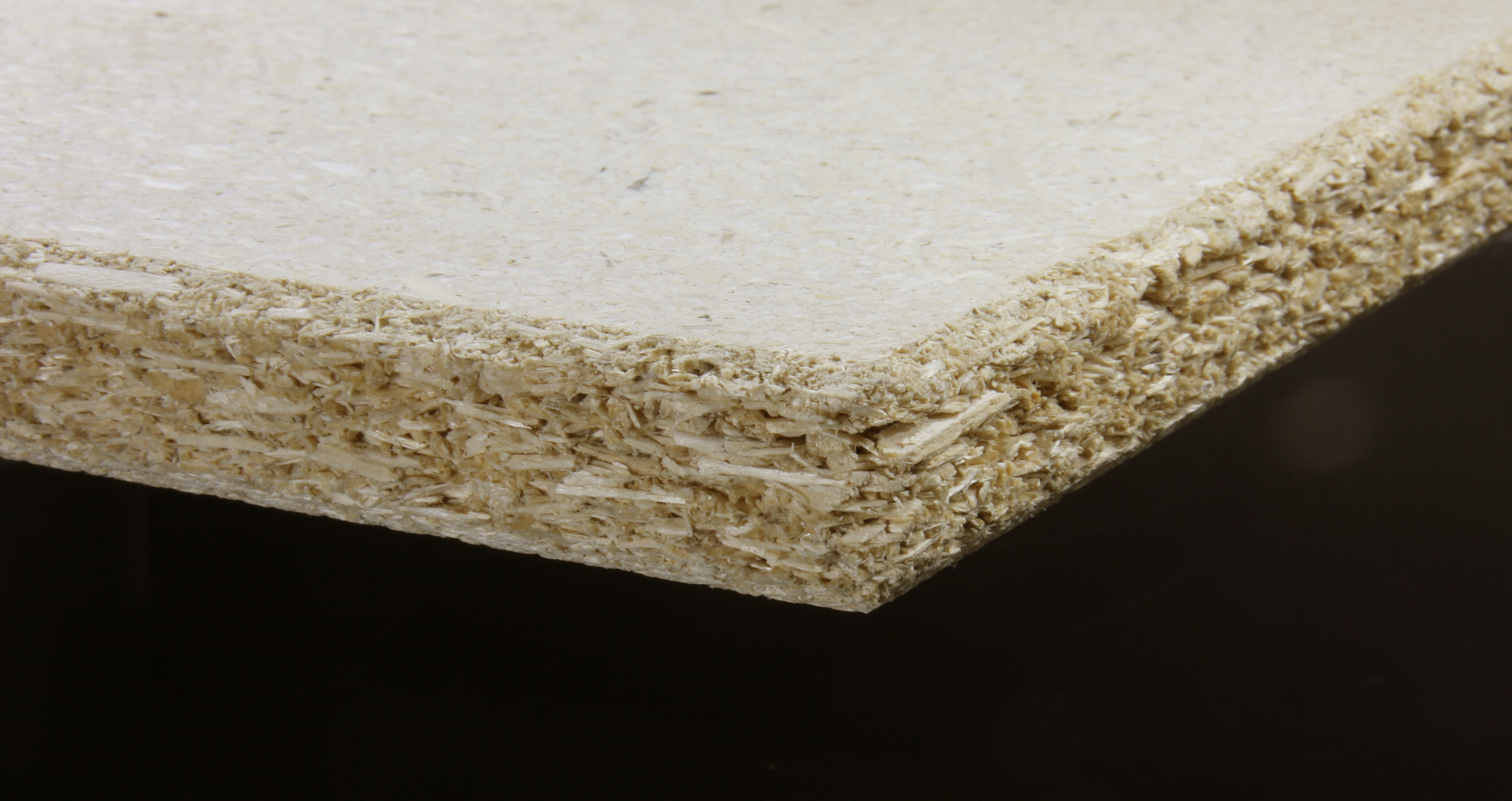
Hanfschäben-Leichtbauplatte

Historisch wurden Schäben vor allem als Brennstoff und für die Span- bzw. Leichtbauplatten-Produktion eingesetzt. Heute werden gereinigte und entstaubte Hanf- und Flachsschäben wegen ihres hohen Wasseraufnahmevermögens und ihrer Kompostierbarkeit vor allem in der Tierhaltung verwendet. Größere Schäben werden meist als Pferdeeinstreu genutzt, während kleinere, helle Schäben in der Kleintierhaltung eingesetzt werden. Sehr kleine Schäben finden in der Geflügelzucht und – nach Pelletierung – als Katzeneinstreu Verwendung. Als faserreiches Streckmittel in Tierfutter werden die stark cellulosehaltigen Faserreste und Stäube genutzt. Die Abfälle werden als organische Dünger verwendet oder zu Briketts gepresst und verbrannt.
Auch als Füllstoff, geringwertiger Zellstoff, Bio-Brennstoff oder in Bau- und Dämmstoffen werden Hanfschäben eingesetzt. In Spanplatten sind Schäben wegen ihres geringen Gewichts von Vorteil – die Dichte von Schäbenplatten liegt mit 300 bis 340 Kilogramm pro Kubikmeter unter der Hälfte einer handelsüblichen Holzspanplatte. Mischungen von Schäben mit Bitumen und Kork sind seit 1957 als Schüttdämmung für Fußböden auf dem Markt – die durch die hohe Elastizität der Schäben bedingte gute Trittschalldämmung begünstigt diese Anwendung. Weitere Verwendungen im Bausektor sind als Zuschlagstoff in Lehm und Kalk sowie in Hanfschäben-Steinen. Vorbehandelte Schäben können als Ersatzstoff für Torf in Blumenerde dienen.
Im Jahr 2006 wurden 70 Prozent der in Europa produzierten Hanfschäben als Einstreu für Tiere verwendet, rund 87 Prozent davon gingen an Pferdehalter. Geringere Bedeutung hatten Anwendungen im Bausektor mit 16 Prozent und die Verbrennung zur Energiegewinnung mit 8 Prozent. Während 4 Prozent der Schäben als Hilfsmittel im Gartenbau eingesetzt wurden, machte der wachsende Markt der Werkstoffplatten erst 1 Prozent des Absatzes aus. Flachsschäben haben ähnliche Absatzmärkte wie Hanfschäben. Schäben aus der Flachsverarbeitung in den europäischen Hauptverarbeitungsländern Frankreich und Belgien gehen allerdings in großen Mengen in die Spanplattenindustrie und werden nur zu geringeren Anteilen als Tiereinstreu genutzt.

## Entwicklung wasserabweisender Beschichtungen
Hanfschäben werden bereits industriell für die Herstellung von Dämmplatten eingesetzt. Der Einsatz von Biomaterialien für Dämmplatten in Wänden stößt auf zunehmendes Interesse, aber die breitere Akzeptanz in der Bauindustrie wird bisher durch  nachteilhafte Materialeigenschaften behindert. Da solche Materialien hauptsächlich aus Zellulose bestehen, sind sie brennbar, und ihre hydrophile Oberfläche führt zu einer hohen Wasseraufnahme, was zu Verschimmeln oder Verfaulen führen kann.
Daher wurde ingenieurwissenschaftlich untersucht, ob eine Beschichtung mit wasserabstoßenden Siliciumdioxid-Partikeln die gewünschten Vorteile bringt. Für die hydrophobe Beschichtung mit Siliciumdioxid-Partikeln wurde eine kolloidale Sol-Gel-Dispersion erfolgreich über das Stöber-Verfahren synthetisiert, charakterisiert und auf Hanfschäben abgeschieden. Diese Proben bestanden einen 72-stündigen Test in der Feuchtigkeitskammer ohne Verlust ihrer hydrophoben Eigenschaft und ohne Anzeichen von Schimmelwachstum.
Durch das mehrmalige Beschichten von Hanfschäben mit funktionalisierten Siliciumdioxid-Partikeln wurde eine gleichmäßige und vollständige Bedeckung der Oberfläche erreicht. Dadurch wurden die Hanfschäben wasserabweisend: Der hydrophile Charakter der unbehandelten Hanfschäben wurde nach der Beschichtung der Biomaterialien mit funktionalisierten Siliciumdioxid-Partikeln dauerhaft hydrophobiert. Das Schimmelwachstum verzögerte sich, wenn es Feuchtigkeit ausgesetzt wurde, während die wasserabweisende Eigenschaft der behandelten Hanfschäben trotz der feuchten Bedingungen erhalten blieb. Die in dieser Studie entwickelte Behandlung könnte eine praktikable Lösung für die Verwendung von Biomaterialien sein, die flüssiges Wasser abweisen müssen, und gleichzeitig die Integrität der Isolierplatte unter normalen Umgebungsbedingungen erhalten. Natürlich müssen noch weitere Tests durchgeführt werden, bevor diese Behandlung im Bausektor vorgenommen wird, wie zusätzliche Feuchtigkeitstests, mechanische Tests, Tests zum biologischen Abbau. Die Ergebnisse der Studie sind vielversprechend. Bevor sie vollständig im Bausektor übernommen werden, müssen die Behandlungsprozeduren und Materialien vollständig gemäß den Bauvorschriften geprüft werden. Angesichts der erst jüngsten Verwendung von Biomaterialien sollten außerdem neue Normen und Testmethoden für diese Materialien entwickelt werden.

## Wirtschaftliche Bedeutung, Marktentwicklung

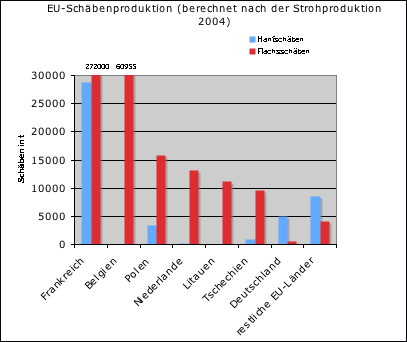
Schäbenproduktion (Flachs und Hanf) in der EU

Je nach Pflanzenart und Aufschlussverfasern sind Schäben ein ökonomisch untergeordnetes Nebenprodukt oder ein dem Hauptprodukt Naturfaser wirtschaftlich gleichrangiges Koppelprodukt der Hanf- und Flachsfaserherstellung. Gelten bei der Erzeugung hochwertiger Flachs-Langfasern Schäben ebenso wie Kurzfasern als Nebenprodukte, die zusammen eine vergleichsweise geringe Wertschöpfung erbringen müssen, sind Hanfschäben in der verbreiteten Wirrfaserlinie ein dem Hauptprodukt Hanffaser ökonomisch etwa gleichwertiges Kuppelprodukt. Sie haben pro Gewichtseinheit etwa den halben Wert von Hanf-Kurzfasern, fallen aber etwa in doppelter Menge an.
Im Jahr 2004 fielen in der Europäischen Union (EU) etwa 370.000 Tonnen Flachsschäben und rund 45.000 Tonnen Hanfschäben an. Entsprechend der Bedeutung der Hanf- und Flachsverarbeitung sind Frankreich und Belgien in der EU die Haupt-Produktionsländer von Flachsschäben, bei Hanfschäben folgt Deutschland mit großem Abstand hinter Frankreich.

## Energiebedarf
Der benötigte Primärenergieeinsatz bei der Erzeugung von Hanfschäben wird mit rund 2,5 Megajoule pro Kilogramm Schäben angegeben (das entspricht rund 0,7 kWh), dabei erfolgt die anteilige Anrechnung des Energieverbrauchs für die Produktion von Faser und Schäben entsprechend dem Marktwert der Produkte. Rund zwei Drittel des Energieeinsatzes entfällt dabei auf den Hanfanbau (Düngung und Maschineneinsatz).

## Trivia
Werden beim Faseraufschluss die Schäben nicht vollständig entfernt, erhält man eine minderwertige, als „schäbig“ bezeichnete Faser. Dieses Wort ist – losgelöst von der ursprünglichen Bedeutung – in den allgemeinen Sprachgebrauch als abwertende Bezeichnung eingegangen.

## Belege